# تشان
تشان یکی از شهرهای تابع شهرستان بهبهان در استان خوزستان در جنوب غربی ایران است. این شهر مرکز بخش تشان است.

## مردم
مردم این شهر لر هستند و به زبان لری سخن می گویند.

## تأسیس
این شهر در سال ۱۳۹۱ تشکیل شد. بر اساس مصوبهٔ دولت روستای آبلش، مشهد، مرکز بخش تشان پس از ادغام با روستاهای قاید (کی) فتح‌الله، چهاردهی عسگر، چهاردهی سهراب، ده ابراهیم، شهرک طالقانی، تل کهنه، کلگه زار و مسیری از توابع همین بخش به شهر تبدیل و به عنوان شهر تشان نامگذاری شد.

## محله‌ها
این شهر شامل منطقه‌های اصلی: «آبلش، تل کهنه، ثارالله، چهاردهی، شاه‌غالب، طالقانی، کلگه زار، مشهد و مصیری» می‌باشد که قبلاً به عنوان روستاهای مستقل تحت مدیریت بخش تشان شناخته می‌شدند و از زمان تبدیل بخش به شهر، به نام کوی و محله نامگذاری شده‌اند و هم‌اکنون قبل از اسم هر کدام از آن‌ها کوی یا محله به کار می‌رود.
مناطق «حیات آباد مجیدی و حیات آباد خلیفه، تاکاییدی، پیرآباد، شهرویی، ویسی، شه نظری، توره‌ای، آهنگران، تنگ بن، وَرِزَرد، یوسفی، دبر امیرروزعلی، «مورگاه»؛ و روستاهای «بجک و همهٔ سرجوشرها (عدالت، آزادی، قدس، بدر)» نیز جزو حوزه بخش تشان است. و و

## جمعیت
بنابر سرشماری مرکز آمار ایران، جمعیت شهر تشان در شهرستان بهبهان در سال ۱۴۰۰ برابر با ۱۵٬۰۰۰ نفر بوده‌است.

## مراکز درمانی تشان
بیمارستان ۳۲ تختخوابی محلی تشان در سال ۱۳۹۸ با همت مجمع خیرین سلامت شهرستان بهبهان و دانشکده علوم پزشکی بهبهان کلنگ زده شد و در سال ۱۴۰۱ به بهره‌برداری رسید.
درمانگاه تشان  ازجمله درمانگاه‌های فعال در شهرستان بهبهان است. این درمانگاه به صورت شبانه‌روزی اداره شده و شامل بخش‌هایی از قبیل پزشک عمومی، اتاق CPR، تزریقات و داروخانه است که در سال ۱۳۹۶ خورشیدی برای آن ساختمان جدیدی ساخته شد. در این شهر همچینن نهادهای شهرداری تشان، بهزیستی تشان، اتفاقات برق تشان و یک داروخانه است.

## پیشینهٔ تاریخی
در خصوص نام تشان (تشون) داستان‌هایی بر سر زبان‌ها است. با توجه به پیدایش گور شاهزاده عیلامی کتین (کیدین) هوتران و قدمت آن به هزاره دوم (پیش از میلاد) و ارتباط تنگاتنگ آن با شهر ارگان (ارجان، تلفظ عرَبی) و وضعیت جغرافیایی آن از نظر خاک و آب منطقهٔ تشان نیز هنگام و همگام با ارگان، آباد و از نظر اقتصادی ـ اجتماعی شکوفا بوده‌است تا جایی که آثار به جای مانده در ناحیهٔ بجک، کلگه زار و آبلش و اطراف آن به تحقیق نشان از این گفتار است.
 وجود آتشکدهٔ قباد در ارگان و آتشکدهٔ خیرآباد (چهار طاق) به شماره ۳۷۱ ثبت آثار باستانی و اهمیت آب در ایران و باستان به خصوص در دوران زردشت، ماد، هخامنشی، اشکانی، ساسانی و وجود معابد آناهیتا الهه آب برفراز کوه‌های اطراف آن که به نام قلعهٔ دختر معروف است این گمان را خلق کرده که نام تشان از آتش و وجود آتشگاه یا آتشکده گرفته شده‌است. گفته می‌شود که نمرود پادشاه بابل، ابراهیم خلیل (ع) را در این مکان در آتش افکنده‌است.
اگرچه این افسانه دربارهٔ شهر «اور» که در این زمان باغملک خوانده می‌شود بر سر زبان هاست. البته روستای دیبور (اُور) نیز در نزدیکی رامهرمز برسر راه بهبهان به همین نام و داستان بیان می‌گردد.
طبری در تاریخ خود به نام تشان اشاره کرده که اردشیر بابکان (ساسانی) پس از دست‌یابی به سرزمین‌های خوزستان از این سامان گذشته و به پارس رفته‌است. محمد بن جریر طبری می‌گوید: آنگاه سوی فارس بازآمد و آهنگ پیکار نیروفرشاه اهواز کرد و از هرمزگان سوی ارگان و سار و طاشان (تشان ـ تشون) شد، پس به سرق (سوق ؟) رفت و از آنجا با جمعی از یاران خویش به نشست و بر کناررجیل فرود آمد و شهر را به گرفت و شهر سوق الاهواز (اهواز کنونی) را بنیاد نهاد و با غنیمت فراوان سوی پارس بازگشت محمد میرک بن مسعود حسینی در کتاب ریاض الفردوس در صفحه ۱۱–۱۲ می‌گوید: قصبه یتشان از مستحدثات شاهپور اول؛ و به دهدشت و بهبهان هر دو مقاربت دارد.
 بعضی بنای آن را به قباد (ساسانی)|قباد پسر فیروز ساسانی منسوب می‌سازند و برخی این قول را ضعیف شمرده‌اند.
 و می‌گوید: در قدیم‌الأیام شهری معمور بوده و به خوبی‌ها و انواع بودنی‌ها آراسته و پیراسته بروزگار ملاحدهٔ اسماعیلی، خرابی تمام به حال آن بلده راه یافته، هوالی اش گرم و آبش از چشمه ایست که منبعش در قریه مذکور است. لیمو و ترنج به وفور در آنجا به حاصل آید.
بارون دُوبدودیپلمات و سیاح روسی و عضو انجمن سلطنتی جغرافیای لندن که در رشتهٔ تاریخ باستان مشرق زمین در انگلستان به تحصیلات عالی پرداخته بود در زمان محمدشاه قاجار و حکومت میرزا قدما طباطبایی بهبهانی به سال ۱۲۵۳ (قمری) به بهبهان آمده بود. او برای دیدن پیکرهای سنگی و آثار زیبای دوره اشکانی (الیمایی) تنگ سروک (سولک) از تشان گذشته و دربارهٔ آن چنین می‌نویسد:
آثار خانه‌ها، بازارها، ارگ‌ها و حمام‌های متفرق در هر سمت و درختهای کهن‌سال، حکایت از آن دارد که اینجا در ایام حکومت اتابکان لر بزرگ شهری وسیع و با منظر بوده‌است.
 مع‌هذا بر طبق روایت رایج در میان مردم محل، تشان جایی است که «نمرود»، پادشاه قدرتمند پیش از میلاد، ابراهیم را در کورهٔ سوزان انداخته استدر تأیید این روایت نام تشان مقتبس از آتش را دلیل می‌آورد. دکتر احمد اقتداری استاد دانشگاه تهران در سفرنامه خود که در سال ۱۳۵۶ خورشیدی از منطقهٔ تشان و بازمانده‌های آن و آثار آبلش و کلگه زار دیدن کرده می‌نویسد: «آثار شهر کهنهٔ آن همان شهر کهن پیش از اسلام به ز آمد کواذ (به ز آمد قباد، بهگواد، بهگباد، بهقباد؟) ساسانی است که نویسندگان دوران اسلامی به آن اشاره نموده‌اند می‌باشد و جایگاه آن در شمال شهر بزرگ ارگان نشان داده شده بود. در آذر ماه ۱۳۳۵ خورشیدی جهت افتتاح دبستانی عازم لیکک (مرکز بهمئی گرمسیری، که در آن زمان زیر مجموعه آموزش و پرورش بهبهان بود) با عده‌ای از اهالی عازم منطقهٔ مزبور شدیم.
از راه حومه (حسین‌آباد و دودانگه) و روستاهای قنبری، گراب (آب گوگردی با خواص آب درمانی) و آل طیب به ناحیهٔ تشان رسیدیم. از حیات آباد خلیفه، آثار بسیاری از قلعه‌ها، آسیاب‌ها و دیگر ساختمان‌های فرو ریخته ـ که حکایت از تمدن بالا و شکوفایی داشت ـ در میان درختان انبوه کُنار چنان نظر ما را جلب نمود که بی‌اختیار به پرسش‌هایی پرداختیم و مردم منطقه دربارهٔ هر یک از آنها داستان‌ها و حکایت‌هایی داشتند و نقل می‌کردند. سپس به روستای مرکزی تشان یعنی مشهد رسیدیم.
 پس از کمی استراحت از راه کلگه زار مسیر را ادامه دادیم. واقعاً کلگه زار هنوز آثار باستانی و میراث گرانبهای بسیاری را در خود به یادگار و نگهداری کرده بود که کاملاً بررسی و تحقیق دقیقی را طلب می‌کرد. شاید وجود آن همه آثار که تا کنون حفظ شده بود به علت عدم استفاده اهالی جهت احداث جدید ساختمان‌ها و اماکن مسکونی بود که جمعیتِ کم و نبود جادهٔ ماشینی، آثار مزبور با تمدن ارگان به خصوص مناطق بجای مانده خوییز، تنگ تکاب، تنگ شیخ و خیرآباد به‌طور کلی، تنگ شیخ و بالنگستان هم خوانی داشت.
آثار قلعه‌ها، طاق‌ها ساختمان‌ها و برج‌های مخروبه، آسیاب‌ها، تپه‌های مملو از ابزار و وسایل سفالی به جای مانده هنوز بررسی و کار کارشناسی علمی ویژه‌ای را طلب می‌نماید که امید است انجام گیرد».
حفر چاه‌های آب آشامیدنی و کشاورزی توسط آبفای بهبهان و گروهی سودجو در سال‌های اخیر مزید بر خشکسالی کشاورزی تشان را فلج کرده‌است.